# Podbory (rejon nowogródzki)
Podbory (biał. Падбор’е; ros. Подборье) – wieś na Białorusi, w obwodzie grodzieńskim, w rejonie nowogródzkim, w sielsowiecie Walówka.
W dwudziestoleciu międzywojennym leżały w Polsce, w województwie nowogródzkim, w powiecie nowogródzkim.